# Wasserseite

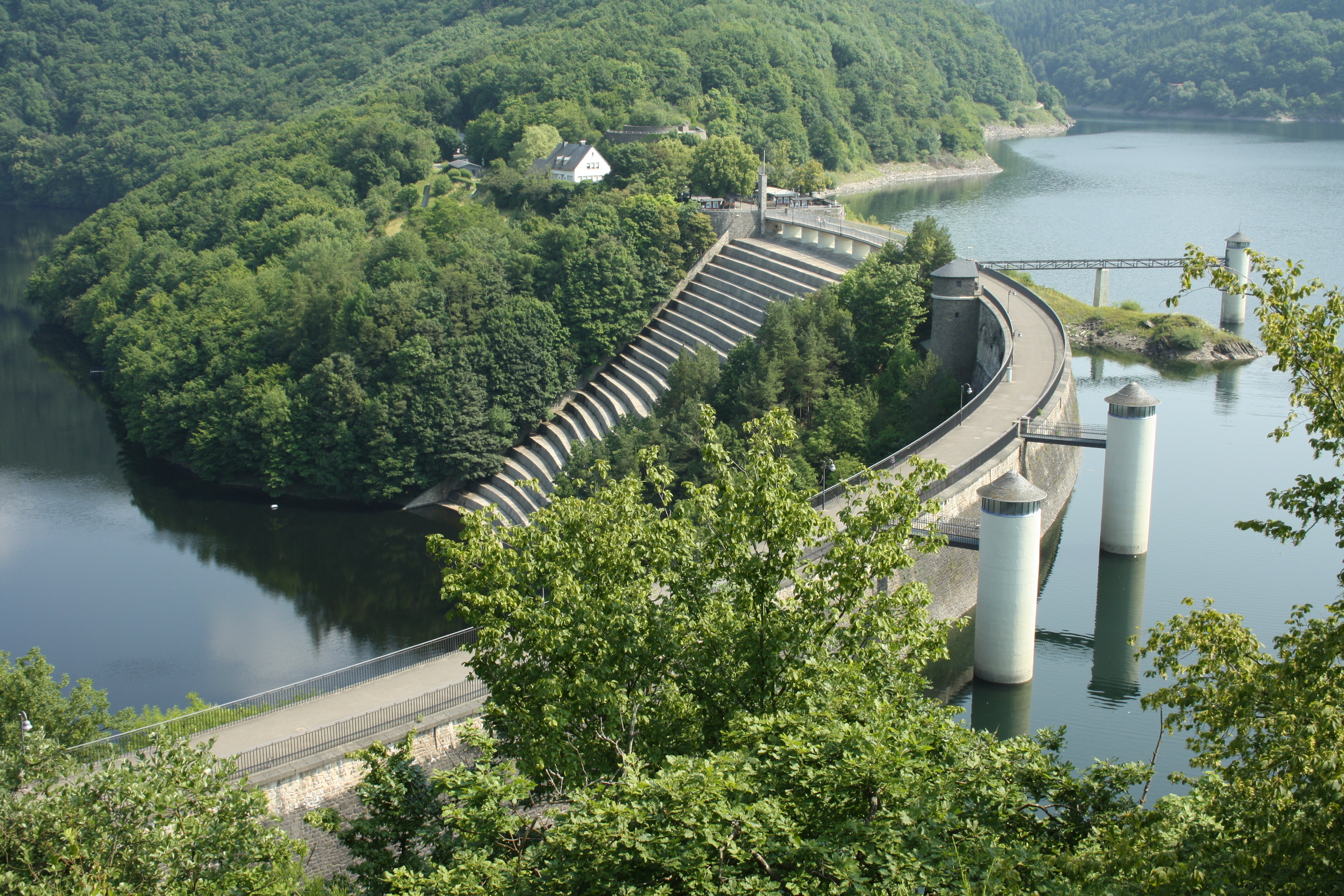
Luftseite (links) und Wasserseite der Urfttalsperre (2009)

Wasserseite ist ein Fachbegriff im Wasserbau. Er bezeichnet eine dem aufgestauten Wasser, sprich dem Stausee, zugewandte Seite eines Absperrbauwerks, insbesondere eines Dammes, Deiches oder einer Talsperre. Die gegenüberliegende Seite ist die Luftseite.
Oberwasser (bzw. Oberstrom) und Unterwasser (bzw. Unterstrom) sind die entsprechenden Begriffe, wenn sich auf beiden Seiten des Bauwerks Wasser befindet, beispielsweise an einer Fallstufe wie einem Wehr, Fallenstock, Wasserkraftwerk oder einer Schleuse. Die Differenz zwischen Ober- und Unterwasser wird als Fallhöhe bezeichnet.
Diese Begriffe werden auch allgemeiner für die Teile des Wasserkörpers ober- und unterhalb eines Pegels, einer Konfluenz (Zusammenfluss) oder Diffluenz (Gabelung) verwendet.